# Ivan Đikić
Ivan Đikić (Zagreb, 28. svibnja 1966.) hrvatski je znanstvenik.

## Životopis
Rodio se 1966. godine u Zagrebu, gdje je 1991. godine završio Medicinski fakultet u roku od četiri i pol godine s prosječnom ocjenom 5,00. Diplomirao je i doktorirao na Medicinskom fakultetu Sveučilišta u Zagrebu. Od 1991. do 1992. godine volontirao je u bolnicama u Zagrebu, te paralelno radio u sanitetskom stožeru RH. Kao rezultat tog rada, objavio je dva znanstvena rada o civilnim žrtvama u ratu, a njegov prvi znanstveni rad, objavljen u poznatom svjetskom znanstvenom časopisu Nature, bavio se upravo strahotama rata u Hrvatskoj i BiH.
Pet godina (od 1992. do 1997. godine) bio je na usavršavanju u laboratoriju prof. dr. Josepha Schlessingera u New Yorku.
Od 1997. godine dr. Đikić voditelj je laboratorija za molekularnu biologiju tumora u Ludwigovom Institutu za istraživanje raka u Švedskoj. Godine 2002. izabran je za redovitog profesora Medicinskog fakulteta Sveučilišta Goethe u Frankfurtu, u Njemačkoj, gdje i danas radi, a kao izvanredni profesor predaje i na Medicinskom fakultetu Sveučilišta u Splitu, te je voditelj Laboratorija za molekularnu biologiju tumora u MedILSu. Aktivni je sudionik brojnih europskih programa u obrazovanju studenata i znanstvenika, te inicijator i organizator znanstvenih skupova u Hrvatskoj. Aktivno surađuje sa znanstvenicima u Hrvatskoj i na Medicinskom fakultetu Sveučilišta u Splitu. 
Profesionalnu suradnju s Mediteranskim institutom za istraživanje života u Splitu (MedILS) prekinuo je početkom svibnja 2010. godine.

## Nagrade i priznanja
Kao voditelj Grupe za molekularnu signalizaciju Instituta za biokemiju Goethe Sveučilišta otkrio je mehanizam kojim se stanice ljudskog organizma brane od razvoja karcinoma. Časopis Science u svom broju iz prosinca 2005. godine objavio je ovaj rad kao najznačajnije medicinsko otkriće za proteklu godinu.
Dobitnik je i nagrade Europskog udruženja za istraživanje tumora (EACR) za istraživača 2006. godine. Nagrada mu je uručena na svečanoj ceremoniji 3. srpnja 2006. tijekom EACR kongresa u Budimpešti.
Dosad je objavio više od 100 radova u znanstvenim časopisima koji su citirani više tisuća puta. Dobitnik je važnih međunarodnih priznanja, te je izabrani član Europske organizacije za molekularnu biologiju (EMBO), Europskog udruženja za istraživanje života (ELSO), Međunarodne unije za borbu protiv raka (UICR) i drugih. Dobitnik je i brojnih međunarodnih nagrada uključujući nagradu Američkog udruženja za istraživanje raka (AACR) za izvanredna postignuća u istraživanju tumora 2006. godine, Njemačkog udruženja za staničnu biologiju i Europskog udruženja za istraživanje tumora.
Dana 21. svibnja 2008. godine, objavljeno je da su prof. dr. Ivan Đikić i prof. Koraljka Husnjak s Medicinskog fakulteta Sveučilišta u Frankfurtu otkrili novu bjelančevinu koja ima važnu ulogu u razvoju tumora i bolesti živčanog sustava.
Dana 5. studenog 2009., dobio je uglednu njemačku nagradu "Sir Hans Krebs". Dio novčane nagrade donirao je djeci s poteškoćama u razvoju.
U veljači 2010. godine Njemačka udruga za tumore dodijelila mu je nagradu "Deutschen Krebspreis" (2010.), koja se dodjeljuje jednom godišnje za dostignuća iz područja istraživanja i liječenja tumora.
Na svečanosti u Erlangenu je 29. rujna 2010. promoviran u redovnog člana Deutsche Akademie der Naturforscher Leopoldina, njemačke akademije znanosti.
Njemačka istraživačka zaklada (Deutsche Forschungsgemeinschaft) 6. prosinca 2012. dodijelila je Ivanu Đikiću najprestižniju njemačku znanstvenu nagradu "Gottfried Wilhelm Leibniz" za 2013. godinu.
8. siječnja 2013. Ivan Đikić dobiva nagradu njemačke zaklade "Ernst Jung" za medicinu.

## Osobni život
Ivan Đikić oženjen je Ingom Đikić, doktoricom medicine i molekularne biologije, i otac troje djece. Po svjetonazoru je liberalni demokršćanin, a po uvjerenju katolik i praktični vjernik.

## Vanjske poveznice
- Ivan Đikić blog  Arhivirana inačica izvorne stranice od 23. srpnja 2018. (Wayback Machine) (hrv.)
- O otkriću Rpn13 receptora u Večernjem listu (hrv.)
- Dr. Ivan Đikić nagrađen za 'izvanredna dostignuća u istraživanju raka' (Glas Amerike, VOA) (hrv.)
- Istraživanje veze ubikvitina i raka na MedILS-u (engl.)
- Pregled po znanstveniku: Ivan Đikić (MB: 202280) na CROSBI-ju (hrv.)
- Hrvatski znanstvenici: Ivan Đikić  Arhivirana inačica izvorne stranice od 13. lipnja 2007. (Wayback Machine) (hrv.)
- MedILS[neaktivna poveznica] (engl.)